# Lutz Pfannenstiel
Lutz Pfannenstiel (Zwiesel, 12. svibnja 1973.) je umirovljeni njemački nogometni vratar, najpoznatiji po tome što je u karijeri igrao za čak 25 kluba, te je zasada jedini igrač koji je igrao u svih šest FIFA-inih konfederacija.

## Karijera
Profesionalnu karijeru započeo je 1991. u njemačkom klubu Bad Kötzting, a nakon toga igrao je za klubove u Engleskoj, Novom Zelandu, Singapuru, SAD-u, Brazilu, JAR-u, Finskoj, Maleziji, Belgiji, Kanadi, Norveškoj, Armeniji, Albaniji te je završio karijeru u namibijskom klubu Ramblers F.C.
Nakon toga bio je trener u nekoliko klubova, te trener golmana u reprezantacijama Kube i Namibije. Od 2011. godine radi kao skaut u bundesligaškom
klubu TSG 1899 Hoffenheim.
Dok je igrao u Singapuru, optužen je za namještanje utakmica, te je proveo 101 dan u zatvoru, no kasnije je optužba odbačena zbog manjka dokaza. Za vrijeme utakmice 2002., zbog sudara s protivničkim igračem tri puta je prestao disati, te je zbog težine ozljede sudac prekinuo utakmicu. Godine 2009. objavio je svoju autobigrafiju Unhaltbar — Meine Abenteuer als Welttorhüter. 

## Vanjske poveznice
- Službena stranica  Arhivirana inačica izvorne stranice od 16. lipnja 2010. (Wayback Machine) (njem.)